# Belmiro Silva
Belmiro Silva (Ovar, 16 de abril de 1954) é um ciclista nascido em Portugal.
Venceu a Volta a Portugal em 1978.
Venceu três vezes a Volta ao Algarve: em 1977, 1981, e 1984.

## Equipas
- 1978, Coimbrões - Arbo
- 1977, Futebol Clube do Porto - Viauto
- 1976, Futebol Clube do Porto
- 1979, Coimbrões - Fagor

- 1980, Futebol Clube do Porto - U.B.P.

- 1981, Futebol Clube do Porto - U.B.P.

- 1982, FC Porto - U.B.P.
- 1983, FC Porto - U.B.P.
- 1984, Ovarense - Alfaias Herculano
- 1985, Bombarralense - Case
- 1986, Sangalhos - Recer

## Palmarés
- 1978, venceu a Volta a Portugal + 1 etapa
- Volta ao Algarve: 1977, 1981, e 1984
- 1982 etapa Volta ao Algarve em Bicicleta
- 6x etapas Volta a Portugal  ('81, '80, '79, '78)
- 1980,1º na etapa 2 Grande Prémio do Minho
- 1980, 1º no Prologo Volta a Portugal
- 1980, 1º na etapa 12 Volta a Portugal
- 1981, 1º no Prologue por equipas Grande Prémio Jornal de Notícias
- 1985, venceu Vuelta a Zamora